# Philip Francis Nowlan

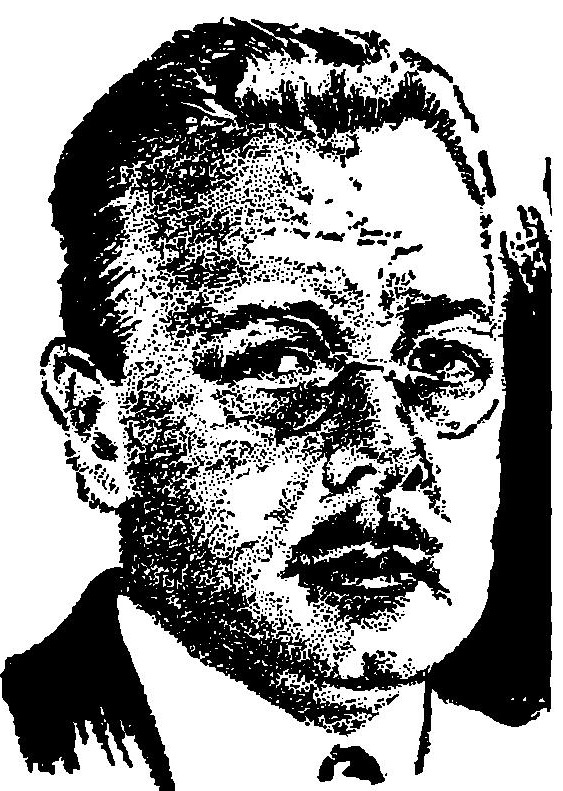
Philip Francis Nowlan

Philip Francis Nowlan (Filadelfia, 13 novembre 1888 – Filadelfia, 1º febbraio 1940) è stato uno scrittore statunitense di fantascienza, noto per aver ideato il personaggio di Buck Rogers.

## Biografia
Mentre frequentava l'Università della Pennsylvania, è stato membro del "The Mask and Wig Club", ricoprendo ruoli significativi nelle produzioni annuali tra il 1907 e il 1909. Dopo la laurea presso ha lavorato come editorialista di giornali. Nowlan si sposò con Theresa Junker ed ebbe dieci figli. Si è trasferito nel sobborgo di Filadelfia di Bala Cynwyd e ha creato e scritto il fumetto Buck Rogers, illustrato da Dick Calkins, restandone l'autore fino al 1939; la serie a fumetti ebbe uno strepitoso successo, originando trasposizioni cinematografiche, televisive e radiofoniche. Ha anche scritto diverse altre novelle per le riviste di fantascienza. Morì per un ictus nella sua casa di Bala nel 1940.

## Opere
- 1928 – Armageddon 2419 A.D.
- 1928 – The Girl from Nowhere
- 1929 – The Airlords of Han
- 1929 – The Onslaught from Venus
- 1934 – The Time Jumpers
- 1940 – The Prince of Mars Returns
- 1940 – Space Guards